# Saurillodon
Saurillodon is een geslacht van uitgestorven hagedissen uit het Laat-Jura van Portugal, het Verenigd Koninkrijk en de Morrison-formatie van westelijk Noord-Amerika, aanwezig in de stratigrafische zone 4.
De typesoort is Saurillus proraformis Seiffert, 1973. Estes hernoemde dit in 1983 in het aparte geslacht Saurillodon proraformis. De geslachtsnaam betekent "hagedisjetand". De soortaanduiding betekent "boegvormig". Het holotype is GUI 7, een rechteronderkaak gevonden in de bruinkoolmijn van Guimarota.
Saurillus henkeli Seiffert, 1973 werd in 1983 door Estes hernoemd tot Saurillodon henkeli. De soortaanduiding eert Siegfried Henkel. Het holotype is Gui 6, een linkeronderkaak uit dezelfde vindplaats.
De derde soort is Saurillodon marmorensis, benoemd door Evans in 1998. de soortaanduiding verwijst naar de herkomst uit de Forest Marble Formation in Oxfordshire waar het holotype BMNH R12650 is gevonden, een rechteronderkaak.